# El negro que tenía el alma blanca (película de 1951)
El negro que tenía el alma blanca es una película española de drama estrenada en 1951, dirigida por Hugo del Carril y protagonizada en los papeles principales María Rosa Salgado y el propio Hugo del Carril.
Se trata de la tercera adaptación de la novela homónima de Alberto Insúa escrita en 1922, tras El negro que tenía el alma blanca (1927) y El negro que tenía el alma blanca (1934), ambas dirigidas por Benito Perojo.

## Sinopsis
Madrid, 1907. La próxima llegada a la capital del famoso cantante y bailarín Peter Wald es todo un evento. Se presenta en el "Teatro del Sainete" y su éxito es antológico. Tan solo Emma, la "cortadita", se muestra fría y distanciada. Le genera rechazo por su color de piel. Peter se ha quedado sin su pareja de baile habitual y le ofrece la oportunidad de triunfar a su lado, se ha enamorado de ella. A pesar de todas las atenciones, los prejuicios raciales crearán entre ellos una barrera insalvable.

## Reparto
- Hugo del Carril como Peter Wald
- María Rosa Salgado como Emma Cortadel
- Antonio Casal como Nonell
- Félix Fernández como Mucio Cortadel
- Carlos Díaz de Mendoza como Arévalo
- Manuel Arbó como Don Narciso
- María Asquerino como Luisa Olmos
- Antonio Riquelme como	Bélmez
- Helga Liné como Actriz francesa
- Porfiria Sanchiz como Nini
- Manuel Aguilera como Conde de Minava
- Margarita Alexandre como Ginette
- Julia Delgado Caro
- Carmen Sánchez como Mujer en baile
- Miguel Pastor como Productor teatral
- José María Mompín como Actor
- Manuel Guitián como Empleado teatro
- José Prada como Rolo
- Joaquín Bergía
- Juanita Mansó